# Kendallville, Indiana
Kendallville är en stad (city) i Noble County, i delstaten Indiana, USA. Enligt United States Census Bureau har staden en folkmängd på 9 865 invånare (2011) och en landarea på 15,7 km².